# Гран-прі Львова

Пам'ятна таблиця на вулиці Вітовського, 41

Гран-прі Львова (також називався «Великий Приз Львова»[джерело?], пол. Grand Prix Lwowa) — кільцеві автомобільні перегони, що мали статус Гран-прі, які проводилися на вуличній трасі Львова. Етап був частиною міжнародної серії Гран-прі, попередника Формули-1. Траса була задумана 1927 — на два роки раніше, ніж у Монако, але перші змагання пройшли на рік пізніше — 1930 р.

## Передумови
Автомобільна історія Львова бере початок у 1897 році, коли галицький підприємець Казімєж Одживольський стає власником автомобіля «Benz Viktoria». З того часу кількість автомобілів у регіоні збільшується, а коли у 1907 році досягає 40 машин, за прикладом інших країн, насамперед Франції, у Галичині було запропонована створити свій автомобільний клуб, що організовано займався би відстоюванням прав автомобілістів. 1 лютого 1908 року офіційно було зареєстровано Галицький автомобільний клуб (пол. Galicijski Klub Automobilowy, G.K.A.) з штаб-квартирою у Кракові та відділенням у Львові. Одним із напрямків діяльності стала організація пробігів, які популяризували автомобілі у регіоні, а на 1912 рік були заплановані перші перегони від Кракова до Живеця загальною довжиною 1500 кілометрів. Однак за невідомих обставин, перегони були відкладені на рік. Невдача у організації перегонів остаточно порушила вже важкі стосунки між двома осередками організації й фактично відбувся розкол, коли краківська частина Галицького автомобільного клубу заснувала власну організацію. Ця подія остаточно унеможливила проведення перегонів у 1913 році, а з початком Першої світової війни, розвиток автомобільної діяльності на Галичині призупинився більш як на 10 років.

## Початок
8 вересня 1930 року стартували перші кільцеві перегони вулицями міста Львова, які через характерну форму траси (трикутник зі зрізаними кутами) отримали назву «Львівський трикутник». Траса пролягала вулицями Вітовського, площею І. Франка, Стрийською, Героїв Майдану. Ця траса без змін збереглася понині. Характерною її особливістю, у порівнянні з тогочасними європейськими (наприклад, Монте-Карло у Гран-прі Монако), була наявність на значній частині траси трамвайної колії. Це понад 800 метрів (Вітовського і пл. Франка), що, разом з покриттям проїжджої частини базальтовою бруківкою і значними перепадами висот (8 % по вул. Героїв Майдану) відносило її до найскладніших, за визнанням найвизначніших тогочасних гонщиків, у Європі. Перегони організовано на зразок кільцевих перегонів міськими вулицями Гран-прі Монако (Монте-Карло), які стартували вперше 1929 року, лише роком раніше.
Львівські перегони, за відгуками як глядачів, так і учасників, були найкращими[джерело?] автомобільними перегонами в історії Польщі. Великі Призи Львова відтоді стали одними з найкращих[джерело?] гоночних трас тогочасної Європи.
Уже в червні 1931 року кільцеві перегони у Львові набули міжнародного статусу. А з 1932 року отримали назву і статус Гран-прі Львова. Тому на сьогодні в історію увійшов саме Гран-прі Львова, а не країни, що саме по собі є унікальним явищем, наданий місту А. І.A.C.R. (Міжнародна асоціація автомобільних клубів — попередник FIA).
У Гран-прі Львова стартували зірки тогочасного автомобільного спорту з понад десяти країн Європи (Німеччина: Ганс Штук i Рудольф Караччіола, Франції: П'єр Вейрон й Анет Роз-Ітьє (фр. Annette Rose-Itier)[джерело?], Італії: Ренато Балестреро (італ. Renato Balestrero) та Вікторія Орсіні (італ. Vittoria Orsini), Австрії: Максиміліан Гардеґґ (нім. Maximilian Hardegg) i Ганс Чайкоф (нім. Hans Tschaikoff), Чехії: Бруно Сойка (чеськ. Bruno Sojka) та Ян Кубічек (чеськ. Jan Kubiček). Зважаючи на кризову ситуацію в економіці та світовій політиці, перегони 1934 року було скасовано. Усі спроби відновити їх у наступних роках не дали результату, бо Європа наближалася до війни.
Після ІІ Світової Війни будь-яку інформацію про Гран Прі-Львова відправлено у забуття як спадок «старої доброї Європи», що не має жодного стосунку до історії СРСР.

## Переможці Гран-прі Львова за роками
| Рік  | Пілот              | Конструктор              | Траса | Докладніше |
| ---- | ------------------ | ------------------------ | ----- | ---------- |
| 1930 | Генріх Ліфельдт    | Austro-Daimler ADR       | Львів | Результат  |
| 1931 | Ганс Штук          | Mercedes-Benz SSK        | Львів | Результат  |
| 1932 | Рудольф Караччіола | Alfa Romeo 8C 2300       | Львів | Результат  |
| 1933 | Ойґен Бьорнстад    | Alfa Romeo 8C 2300 Monza | Львів | Результат  |

## Сьогодення
У 1995 році Гран-прі Львова з'явилося у календарі Українських кільцевих перегонів, перегони проводилися на вуличній трасі «Галрінг», змагання проводив Галицький автомобільний клуб, що вже організовував у місті змагання ралі.
З метою відновлення історичних автомобільних перегонів трасою «Львівський трикутник» (вул. Вітовського, пл. Франка, вул. Стрийська, вул. Героїв Майдану), а також рівнинних перегонів поза Львовом, проводиться фестиваль ретро автомобілів Leopolis Grand Prix. З 2015 року Гран-прі було поновлено і першим чемпіоном став українець Валентин Балковенко.

## Офіційна назва
- 1930—1931: Międzynarodowy Wyścig Okrężny o Wielką Nagrodę Lwowa
- 1932—1933: Grand Prix Miasta Lwowa
- 1995: Camel Гран-прі міста Львова
- 1996: Гран-прі міста Львова
- 1997—1998: Debica Гран-прі міста Львова
- 1999: Галінстрах Гран-прі міста Львова
- 2000—2001: ПІДКОВА Гран-прі міста Львова
- 2011: Renault Гран-прі Львова